# Max Merkel
Max Merkel (Vienna, 7 dicembre 1918 – Putzbrunn, 28 novembre 2006) è stato un allenatore di calcio e calciatore austriaco, di ruolo difensore.

## Carriera

### Nazionale
Merkel nonostante fosse austriaco giocò la sua prima partita in una Nazionale nella rappresentativa tedesca, questo avvenne a causa dell'Anschluss che di fatto cancellò la Nazionale austriaca dal panorama internazionale fino alla fine della seconda guerra mondiale. Nel 1952 riuscì comunque a scendere in campo con la sua Nazionale, collezionando la sua unica presenza con l'Austria.

## Statistiche

### Presenze e reti nei club
| Stagione                   | Squadra                    | Campionato                 | Campionato | Campionato | Coppe nazionali | Coppe nazionali | Coppe nazionali | Coppe continentali | Coppe continentali | Coppe continentali | Altre coppe | Altre coppe | Altre coppe | Totale | Totale |
| Stagione                   | Squadra                    | Comp                       | Pres       | Reti       | Comp            | Pres            | Reti            | Comp               | Pres               | Reti               | Comp        | Pres        | Reti        | Pres   | Reti   |
| -------------------------- | -------------------------- | -------------------------- | ---------- | ---------- | --------------- | --------------- | --------------- | ------------------ | ------------------ | ------------------ | ----------- | ----------- | ----------- | ------ | ------ |
| 1936-1937                  | Rapid Vienna               | Nat.                       | 1          | 0          | WC              | ?               | ?               | CEC                | ?                  | ?                  | -           | -           | -           | 1+     | 0+     |
| 1937-1938                  | Wiener Sportklub           | Nat.                       | ?          | ?          | WC+CG           | ?               | ?               | -                  | -                  | -                  | -           | -           | -           | ?      | ?      |
| 1938-1939                  | Wiener Sportklub           | Gau.                       | ?          | ?          | -               | -               | -               | -                  | -                  | -                  | -           | -           | -           | ?      | ?      |
| 1939-1940                  | Wiener Sportklub           | Gau.                       | ?          | ?          | CG              | ?               | ?               | -                  | -                  | -                  | -           | -           | -           | ?      | ?      |
| 1940-1941                  | Wiener Sportklub           | Gau.                       | ?          | ?          | -               | -               | -               | -                  | -                  | -                  | -           | -           | -           | ?      | ?      |
| 1941-1942                  | Wiener Sportklub           | Gau.                       | ?          | ?          | -               | -               | -               | -                  | -                  | -                  | -           | -           | -           | ?      | ?      |
| 1942-1943                  | Markersdorf/Pielach        | N                          | ?          | ?          | -               | -               | -               | -                  | -                  | -                  | -           | -           | -           | ?      | ?      |
| 1943-1944                  | Markersdorf/Pielach        | Gau.                       | ?          | ?          | -               | -               | -               | -                  | -                  | -                  | -           | -           | -           | ?      | ?      |
| 1944-1945                  | Markersdorf/Pielach        | -                          | -          | -          | -               | -               | -               | -                  | -                  | -                  | -           | -           | -           | 0      | 0      |
| Totale Markersdorf/Pielach | Totale Markersdorf/Pielach | Totale Markersdorf/Pielach | ?          | ?          |                 | -               | -               |                    | -                  | -                  |             | -           | -           | ?      | ?      |
| 1945-1946                  | Wiener Sportklub           | 1.K                        | 18         | 5          | WC              | ?               | ?               | -                  | -                  | -                  | -           | -           | -           | 18+    | 5+     |
| Totale Wiener Sportklub    | Totale Wiener Sportklub    | Totale Wiener Sportklub    | 18         | 5          |                 | ?               | ?               |                    | -                  | -                  |             | -           | -           | 18+    | 5+     |
| 1946-1947                  | Rapid Vienna               | 1.K                        | 11         | 1          | WC              | ?               | ?               | -                  | -                  | -                  | -           | -           | -           | 11+    | 1+     |
| 1947-1948                  | Rapid Vienna               | 1.K                        | 9          | 1          | WC              | ?               | ?               | -                  | -                  | -                  | -           | -           | -           | 9+     | 1+     |
| 1948-1949                  | Rapid Vienna               | 1.K                        | 16         | 1          | WC              | ?               | ?               | -                  | -                  | -                  | -           | -           | -           | 16+    | 1+     |
| 1949-1950                  | Rapid Vienna               | S                          | 24         | 1          | -               | -               | -               | -                  | -                  | -                  | -           | -           | -           | 24+    | 1+     |
| 1950-1951                  | Rapid Vienna               | SA                         | 24         | 1          | -               | -               | -               | ZC                 | ?                  | ?                  | -           | -           | -           | 24+    | 1+     |
| 1951-1952                  | Rapid Vienna               | SA                         | 24         | 2          | -               | -               | -               | -                  | -                  | -                  | -           | -           | -           | 24+    | 2+     |
| 1952-1953                  | Rapid Vienna               | SA                         | 25         | 0          | -               | -               | -               | -                  | -                  | -                  | -           | -           | -           | 25+    | 0+     |
| 1953-1954                  | Rapid Vienna               | SA                         | 12         | 0          | -               | -               | -               | -                  | -                  | -                  | -           | -           | -           | 12+    | 0+     |
| Totale Rapid Vienna        | Totale Rapid Vienna        | Totale Rapid Vienna        | 146        | 7          |                 | ?               | ?               |                    | ?                  | ?                  |             | -           | -           | 146+   | 7+     |
| Totale carriera            | Totale carriera            | Totale carriera            | 164        | 12         |                 | ?               | ?               |                    | ?                  | ?                  |             | -           | -           | 164+   | 12+    |

### Cronologia presenze e reti in nazionale
| Cronologia completa delle presenze e delle reti in nazionale ― Germania | Cronologia completa delle presenze e delle reti in nazionale ― Germania | Cronologia completa delle presenze e delle reti in nazionale ― Germania | Cronologia completa delle presenze e delle reti in nazionale ― Germania | Cronologia completa delle presenze e delle reti in nazionale ― Germania | Cronologia completa delle presenze e delle reti in nazionale ― Germania | Cronologia completa delle presenze e delle reti in nazionale ― Germania | Cronologia completa delle presenze e delle reti in nazionale ― Germania |
| Data                                                                    | Città                                                                   | In casa                                                                 | Risultato                                                               | Ospiti                                                                  | Competizione                                                            | Reti                                                                    | Note                                                                    |
| ----------------------------------------------------------------------- | ----------------------------------------------------------------------- | ----------------------------------------------------------------------- | ----------------------------------------------------------------------- | ----------------------------------------------------------------------- | ----------------------------------------------------------------------- | ----------------------------------------------------------------------- | ----------------------------------------------------------------------- |
| 27-8-1939                                                               | Bratislava                                                              | Slovacchia                                                              | 2 – 0                                                                   | Germania                                                                | Amichevole                                                              | -                                                                       |                                                                         |
| Totale                                                                  |                                                                         | Presenze                                                                | 1                                                                       |                                                                         | Reti                                                                    | 0                                                                       |                                                                         |

| Cronologia completa delle presenze e delle reti in nazionale ― Austria | Cronologia completa delle presenze e delle reti in nazionale ― Austria | Cronologia completa delle presenze e delle reti in nazionale ― Austria | Cronologia completa delle presenze e delle reti in nazionale ― Austria | Cronologia completa delle presenze e delle reti in nazionale ― Austria | Cronologia completa delle presenze e delle reti in nazionale ― Austria | Cronologia completa delle presenze e delle reti in nazionale ― Austria | Cronologia completa delle presenze e delle reti in nazionale ― Austria |
| Data                                                                   | Città                                                                  | In casa                                                                | Risultato                                                              | Ospiti                                                                 | Competizione                                                           | Reti                                                                   | Note                                                                   |
| ---------------------------------------------------------------------- | ---------------------------------------------------------------------- | ---------------------------------------------------------------------- | ---------------------------------------------------------------------- | ---------------------------------------------------------------------- | ---------------------------------------------------------------------- | ---------------------------------------------------------------------- | ---------------------------------------------------------------------- |
| 22-6-1952                                                              | Ginevra                                                                | Svizzera                                                               | 1 – 1                                                                  | Austria                                                                | Amichevole                                                             | -                                                                      |                                                                        |
| Totale                                                                 |                                                                        | Presenze                                                               | 1                                                                      |                                                                        | Reti                                                                   | 0                                                                      |                                                                        |

### Statistiche da allenatore

#### Panchine da commissario tecnico della nazionale olandese
| Cronologia completa delle presenze e delle reti in nazionale ― Paesi Bassi | Cronologia completa delle presenze e delle reti in nazionale ― Paesi Bassi | Cronologia completa delle presenze e delle reti in nazionale ― Paesi Bassi | Cronologia completa delle presenze e delle reti in nazionale ― Paesi Bassi | Cronologia completa delle presenze e delle reti in nazionale ― Paesi Bassi | Cronologia completa delle presenze e delle reti in nazionale ― Paesi Bassi | Cronologia completa delle presenze e delle reti in nazionale ― Paesi Bassi | Cronologia completa delle presenze e delle reti in nazionale ― Paesi Bassi |
| Data                                                                       | Città                                                                      | In casa                                                                    | Risultato                                                                  | Ospiti                                                                     | Competizione                                                               | Reti                                                                       | Note                                                                       |
| -------------------------------------------------------------------------- | -------------------------------------------------------------------------- | -------------------------------------------------------------------------- | -------------------------------------------------------------------------- | -------------------------------------------------------------------------- | -------------------------------------------------------------------------- | -------------------------------------------------------------------------- | -------------------------------------------------------------------------- |
| 3-4-1955                                                                   | Amsterdam                                                                  | Paesi Bassi                                                                | 1 – 0                                                                      | Belgio                                                                     | Amichevole                                                                 | 1                                                                          |                                                                            |
| 1-5-1955                                                                   | Dublino                                                                    | Irlanda                                                                    | 1 – 0                                                                      | Paesi Bassi                                                                | Amichevole                                                                 | -                                                                          |                                                                            |
| 19-5-1955                                                                  | Rotterdam                                                                  | Paesi Bassi                                                                | 4 – 1                                                                      | Svizzera                                                                   | Amichevole                                                                 | 4                                                                          |                                                                            |
| 16-10-1955                                                                 | Rotterdam                                                                  | Paesi Bassi                                                                | 2 – 2                                                                      | Belgio                                                                     | Amichevole                                                                 | 2                                                                          |                                                                            |
| 6-11-1955                                                                  | Amsterdam                                                                  | Paesi Bassi                                                                | 3 – 0                                                                      | Norvegia                                                                   | Amichevole                                                                 | 3                                                                          |                                                                            |
| 16-11-1955                                                                 | Saarbrücken                                                                | Saar                                                                       | 1 – 2                                                                      | Paesi Bassi                                                                | Amichevole                                                                 | 2                                                                          |                                                                            |
| 14-3-1956                                                                  | Düsseldorf                                                                 | Germania Ovest                                                             | 1 – 2                                                                      | Paesi Bassi                                                                | Amichevole                                                                 | 2                                                                          |                                                                            |
| 8-4-1956                                                                   | Anversa                                                                    | Belgio                                                                     | 0 – 1                                                                      | Paesi Bassi                                                                | Amichevole                                                                 | 1                                                                          |                                                                            |
| 10-5-1956                                                                  | Rotterdam                                                                  | Paesi Bassi                                                                | 1 – 4                                                                      | Irlanda                                                                    | Amichevole                                                                 | 1                                                                          |                                                                            |
| 6-6-1956                                                                   | Amsterdam                                                                  | Paesi Bassi                                                                | 3 – 2                                                                      | Saar                                                                       | Amichevole                                                                 | 3                                                                          |                                                                            |
| Totale                                                                     |                                                                            | Presenze                                                                   | 10                                                                         |                                                                            | Reti                                                                       | 19                                                                         |                                                                            |

## Palmarès

### Giocatore

#### Competizioni nazionali
- Campionato austriaco: 4

Rapid Vienna: 1947-1948, 1950-1951, 1951-1952, 1953-1954

#### Competizioni internazionali
- Zentropa Cup: 1

Rapid Vienna: 1951

### Allenatore

#### Competizioni nazionali
- Campionato austriaco: 1

Rapid Vienna: 1956-1957
- Campionato tedesco: 2

Monaco 1860: 1965-1966
Norimberga: 1967-1968
- Coppa di Germania: 1

Monaco 1860: 1963-1964
- Campionato spagnolo: 1

Atletico Madrid: 1972-1973
- Coppa di Spagna: 1

Atletico Madrid: 1971-1972